# October surprise
En l'argot polític estatunidenc, l'October surprise (Sorpresa d'octubre en català) és una notícia que pot arribar a afectar en el resultat de les eleccions (especialment en les presidencials), ja sigui planificada deliberadament o que es doni de forma espontània. Com que la data de les eleccions nacionals (així com moltes altres eleccions locals i estatals) és sempre a principis de novembre, tot allò que passi a l'octubre té un gran potencial d'influir en les decisions dels possibles votants; per tant, notícies que es coneguin a última hora poden fer canviar el decurs de les eleccions o reforçar allò inevitable. El terme "sorpresa d'octubre" va ser usat per William J. Casey quan treballava com a cap de campanya per Ronald Reagan en les eleccions presidencials de 1980. Tanmateix, ja hi havia hagut en eleccions passades notícies que s'haguessin pogut considerar sorpreses d'octubre.

## 1972 - Nixon vs McGovern
Durant les eleccions presidencials de 1972 entre l'incumbent del Partit Republicà Richard Nixon i el demòcrata George McGovern, els Estats Units es trobaven en el quart any de negociacions per acabar la Guerra del Vietnam, que s'havia allargat molt en el temps i causava divisió en el propi país.
El 26 d'octubre de 1972, dotze dies abans de les eleccions del 7 de novembre, el principal negociador i Conseller de Seguretat Nacional Henry Kissinger va aparèixer en una roda de premsa a la Casa Blanca i va anunciar "Creiem que la pau és a prop". Nixon, malgrat haver promès acabar la guerra en la seva campanya presidencial quatre anys abans, no va aconseguir aturar les hostilitats però va reduir el paper dels Estats Units, especialment pel que fa al nombre de tropes.
Malgrat que es donava per fet que Nixon tenia la re-elecció assegurada, les declaracions de Kissinger que "la pau era a prop" van augmentar la confiança de l'electorat en el president: de fet, Nixon va derrotar McGovern en tots els estats excepte Massachusetts i va guanyar per 23.2 punts en nombre de vots, el marge més ampli des de 1936.
Les forces estatunidenques desplegades es van retirar el 1973, però la implicació dels Estats Units al Vietnam va seguir fins a l'any 1975.

## 1992: Bush vs. Clinton
A l'octubre de 1992, va aparèixer la següent notícia:
Al juny de 1992, el Secretari de Defensa de Ronald Reagan, Caspar Winberger va ser investigat en l'afer Iran-Contra. Tot i que ell defensava haver-se oposat a la venta al principi, Weinberger va participar en el traspàs dels míssils BGM-71 TOW dels Estats Units a l'Iran que van es van utilitzar per frenar el massiu exèrcit de tancs de Saddam Hussein, i va ser investigat posteriorment per mentir en el consell independent Iran-Contra durant la seva investigació.
Des del partit Republicà, es van llançar acusacions hostils al lletrat del Consell Independent Lawrence Walsh de fer coincidir la imputació de Weinberger per minar les probabilitats de re-elecció de George H. W. Bush. A mesura que s'apropava el judici de Weinberger, anava apareixent més informació sobre el paper que va tenir Bush, incloses declaracions de l'especialista en l'Orient Mitjà de Reagan, Howard Teicher que Bush sabia sobre l'acord de venta d'armes a la primavera de 1986, o un informe israelià que deixava clar que Bush n'estava al corrent al juliol de 1986.

## 2000: Gore vs. Bush
Dies abans de les eleccions del dia 7, Thomas J. Connolly de Scarborough (Maine), un prominent advocat defensor i candidat a governador pel partit demòcrata, va confirmar a un periodista que el candidat a la presidència del Partit Republicà, George W. Bush, havia estat detingut per beure ebri en aquell estat l'any 1976. Bush ho va confirmar en una roda de premsa moments després que es fes públic. Malgrat que Al Gore va obtenir més vots, George W. Bush va acabar fent-se amb la presidència.

## 2004: Bush vs. Kerry
El 27 d'octubre, el The New York Times va informar de la desaparició d'un important d'un important carregament d'explosius en un magatzem a Al Qa'qaa, al sud de Bagdad. La campanya de John Kerry va acusar l'administració de Bush per aquesta suposada mala gestió; mentre que els alts càrrecs de l'administració va afirmar que el Times havia obtingut una informació errònia, que els explosius havien estat retirats del magatzem abans que hi hagués el saqueig.
El 29 d'octubre, l'agència de notícies àrab Al Jazeera va fer públic un vídeo d'Osama bin Laden. En un discurs en què justificava i es feia responsable dels fets de l'11 de setembre de 2001, bin Laden feia esment de la posició de l'administració de Bush i dels Estats Units en el conflicte entre Israel i Palestina. "La vostra seguretat no reideix en les mans de Kerry, Bush, o d'al-Qaeda," deia bin Laden; "La vostra seguretat està en les vostres pròpies mans." Es creu que això va ajudar la campanya del llavors president Bush ja que posava el focus en la guerra contra el terrorisme. Hi ha debat sobre si el mateix bin Laden era conscient sobre quin efecte tindria el vídeo en les eleccions; un efecte que no va sorprendre a la majoria d'observadors internacionals de les eleccions de 2004.
S'ha afirmat que el príncep saudi Bandar bin Sultan Al Saud va retallar el preu del petroli (i per tant el preu de la benzina) per ajudar a assegurar la victòria de Bush Segons una emissió del programa televisiu 60 Minutes, "El príncep Bandar té fàcil accés al Despatx Oval. La seva família i la família Bush són molt properes. I Woodward ens va explicar que Bandar ha prom+es al president que l'Aràbia Saudita rebaixarà el preu del cru en els mesos previs a les eleccions per tal d'assegurar que l'economia dels Estats Units sigui forta el dia de les eleccions."

## 2008: McCain vs. Obama
El 31 d'octubre de 2008, quatre dies abans de les eleccions presidencials, Associated Press va publicar que Zeituni Onyango, dona del tiet del candidat demòcrata Barack Obama, estava vivint com a immigrant il·legal a Boston. Se li havia negat l'asil i se li havia ordenat abandonar els Estats Units l'any 2004. Alguns també han descrit el rècord en l'augment de l'aatur l'octubre de 2008 com una "October Surprise".

## 2012: Obama vs. Romney
Alguns mitjans van etiquetar l'Huracà Sandy com a "October surprise". El governador republicà de Nova Jersey Chris Christie, que havia estat un crític acèrrim al president Barack Obama,va ser vist lloant la resposta de l'administració Obama.

## 2016: Clinton vs. Trump
El 7 d'octubre, es va publicar una gravació de 2005 en què el candidat pel partit demòcrata Donald Trump, utilitzant un llenguatge molt explícit, reivindicava que "quan ets una estrella, t'ho deixen fer. Pots fer el que vulguis... Agafar-les pel cony. Pots fer el que vulguis" (citació original, en anglès: "when you're a star, they let you do it. You can do anything... Grab them by the pussy. You can do anything"). Diversos polítics dels dos principals partits van mostrar el seu rebuig a aquests comentaris. Trump, que ja havia estat acusat de sexisme en diverses ocasions, va demanar disculpes més tard pel comentari, dient que "no reflecteix qui sóc". Però els comentaris van fer que molts republicans retiressin el seu suport a Trump, inclòs el senador per Arizona John McCain, la senadora per Nou Hampshire Kelly Ayotte i Carly Fiorina. Altres polítics que no li havien arribat a donar suport van demanar-li que es retirés com a candidat pel Partit Republicà, inclosa l'exsecretària d'estat Condoleezza Rice.
El mateix dia, WikiLeaks va començar una campanya de dos mesos en què es publicarien correus i extractes del compte del consultor polític estatunidenc John Podesta. Més tard, es coneixeria el cas com Podesta Leaks. Aquests correus van enfosquir la imatge de la candidata pel Partit Demòcrata Hillary Clinton i incloïen gravacions d'extractes de discursos de Clinton a diversos bancs, una pregunta en un debat que va ser filtrada a Clinton abans del debat, una postura sobre els acords de comerç diferent a la que defensava Clinton durant la campanya, així com l'opinió que és positiu tenir creences tan públiques com privades.
També al mateix dia, les agències d'intel·ligència dels Estats Units van acusar el govern rus d'utilitxar furoners per interferir en el procés electoral.
Tres setmanes més tard, al 28 d'octubre, el llavors director de la FBI, James Comey va anunciar en una carta al congrés que emprendria els "passos necessaris en la investigació" per revisar correus electrònics addicionals relacionats amb l'ús de Hillary Clinton d'un servidor de correu privat. Això va ser anunciat després que es van trobar nous correus electrònics en un ordinador analitzat per l'FBI durant una investigació al excongressista Anthony Weiner, acusat d'enviar imatges explícites a un menor. Segons les autoritats, els correus es van trobar en un ordinador utilitzat tant per Weiner com per la seva dona de llavors, la principal assessora de Clinton Huma Abedin. Unes hores més tard, Hillary Clinton va respondre a la decisió del director demanant que l'FBI fos absolutament transparent i que publiqués "fets complets" sobre el que contenien els correus. El 30 d'octubre, es va publicar que s'investigarien 650.000 correus electrònics de l'ordinador de Weiner, que es consideraven potencialment relevants tant per aquest cas com per d'altres.

## 2020: Trump vs. Biden
Les october surprises de 2020 van començar amb la publicació al The New York Times d'una investigació sobre els impostos de Donald Trump, segons la qual el president només va pagar 750$ en impostos els anys 2016 i 2017. L'article, a més, afirmava que el president devia, en aquell moment, uns 400 milions de dòlars. Al 16 d'octubre, Forbes va publicar un article que afirmava que el total del seu deute era en realitat d'un bilió (mil milions, en tractar-se d'un mitjà estatunidenc) de dòlars.
El 2 d'octubre, Donald Trump va anunciar que ell i la seva dona Melania Trump havien donat positiu en COVID-19. Aquesta notícia va ser considerada per molts mitjans una october surprise, i The Christian Science Monitor ho va descriure com "potser l'october surprise més adversa de la història". Aquest positiu va ser part d'un rebrot més gran que es va donar a la Casa Blanca a l'octubre de 2020, i s'ha sabut que es va originar en la cerimònia per anunciar el nomenament d'Amy Coney Barrett com a successora de Ruth Bader Ginsburg en el Tribunal Suprem. L'esdeveniment va ser descrit per l'expert en malalties infeccioses Anthony Fauci com un "supercontagiador" que va provocar el contagi d'unes 30 persones inclosos oficials sèniors de la Casa Blanca.